# Fórum Monterrey 2007

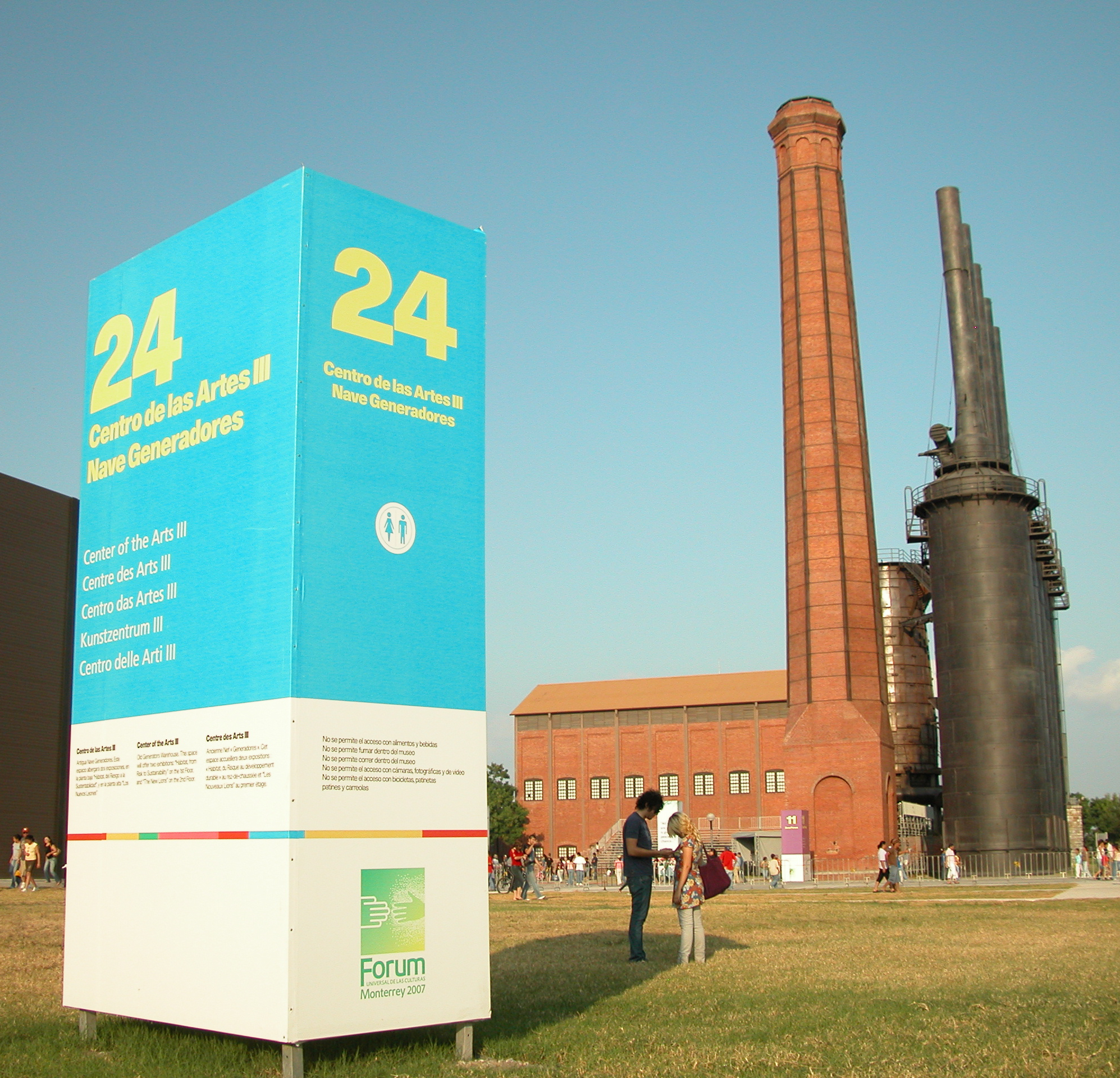
Fórum Monterrey 2007 en el Parque Fundidora

El Fórum Universal de las Culturas Monterrey 2007, o Fórum Monterrey 2007 fue un evento realizado en la ciudad de Monterrey, México, del 20 de septiembre de 2007 al 8 de diciembre de 2007. La intención del Fórum fue reunir a ciudadanos de distintas culturas, nacionalidades, idiomas, religiones y tradiciones para convivir, fomentar el contacto entre las culturas y establecer diálogos sobre los problemas más apremiantes de la humanidad.
Su celebración está regulada por una fundación privada denominada Fundación Fórum Universal de las Culturas, con asiento en la ciudad de Barcelona y constituida por tres integrantes españoles.

## Historia
El Fórum Universal de las Culturas Monterrey fue realizado en la ciudad de Monterrey, México en 2007.

## Fórum Monterrey 2007
Los objetivos principales del Fórum Universal de las Culturas Monterrey 2007 son:
- Establecer un foro de libre expresión, para que ciudadanos de todo el mundo puedan opinar y proponer soluciones a los problemas más urgentes en la agenda internacional.
- Fortalecer a la sociedad civil internacional como un actor y factor de cambio, en la búsqueda de mejores condiciones de vida.
- Proporcionar al ciudadano común, las herramientas y experiencias para fomentar un cambio positivo en su comunidad y en su forma de vida.
- Fomentar las interacciones pacíficas y respetuosas entre distintas culturas, religiones, idiomas y formas de ver el mundo.
- Celebrar la riqueza cultural de nuestro mundo.

### Ejes Conceptuales
Todas las actividades del Fórum Monterrey 2007 giran sobre 4 Ejes Conceptuales: sustentabilidad, conocimiento y la paz. Estos cuatro temas han sido identificados como el resumen de la gran mayoría de los problemas que enfrenta la humanidad, y existen en respuesta a los fenómenos de la globalización. Adicionalmente, de acuerdo a la prospectiva, estos cuatro temas seguirán siendo los tópicos de mayor relevancia en el mundo, en los siguientes años.

#### Diversidad Cultural
La diversidad cultural es un hecho innegable en nuestro mundo moderno, ya que en un mismo país conviven personas con las más variadas características, tradiciones y formas de ver el mundo. El Fórum nos permite conocer las circunstancias individuales de cada una de las culturas de nuestro mundo, y establece nuevos caminos para fomentar el diálogo intercultural, la tolerancia y el respeto. 
En el Fórum Universal de las Culturas Monterrey 2007 nos permitirá adquirir nuevas perspectivas del mundo, apreciar la riqueza cultural de la humanidad, comprender las diferencias entre las distintas visiones del mundo, y fomentar el respeto entre los seres humanos más allá de las fronteras.

#### Sustentabilidad
La sustentabilidad es un tema primordial el mundo moderno, que necesita encontrar nuevas rutas de desarrollo económico, social y cultural, estableciendo un equilibrio con el medio ambiente que nos rodea. Para el Fórum Monterrey 2007 el tema de la Sustentabilidad no hará mención solamente al cuidado del medio ambiente y los recursos naturales, sino que abordará este tema desde una perspectiva amplia, tocando factores como la sustentabilidad social, cultural, política, económica, entre otras.
El propósito de la sustentabilidad es la creación de las condiciones de vida que permitan el desarrollo de la sociedad de forma armónica, a través del tiempo y del espacio.
la sustentabilidad es demasiado importante ya que en muchas ocasiones es el problema más grave de la economía mundial digamos un ejemplo como lo que sería el efecto dragón aparte de una devaluación inmensa del medio occidental fue gravemente un problema por la sustentabilidad la escuela de univercity kindom saco un mundial mente una proyecto que seeria sust ofenders

#### Conocimiento
El conocimiento es una construcción humana que nos ayuda a comprender y organizar nuestras experiencias en el mundo. Para el Fórum Monterrey 2007 el tema del conocimiento es fundamental, ya que este tema es una clave para el buen funcionamiento de una sociedad. Cabe mencionar además, que el tema del conocimiento es una aportación exclusiva de Monterrey a la estructura del Fórum. 
El Fórum busca difundir el conocimiento en todos los niveles de la sociedad, promover el desarrollo del conocimiento alineado a los requerimientos de la sociedad y favorecer las experiencias de conocimiento en el mundo. Adicionalmente, el Fórum impulsa el proyecto de Monterrey Ciudad Internacional del Conocimiento que promueve la cooperación entre gobierno, empresas y universidades.

#### Paz
Para el Fórum Monterrey 2007, propiciar la paz no significa solamente evitar conflictos bélicos. En el Fórum, se establecerán nuevos diálogos sobre la paz en todos los niveles: paz con nosotros mismos y con las personas que nos rodean, paz con el medio natural que nos sostiene, y paz entre los pueblos y las naciones; teniendo en cuenta que siempre que existan lugares donde las necesidades elementales no son satisfechas, no puede haber la paz.

### Programa de Actividades

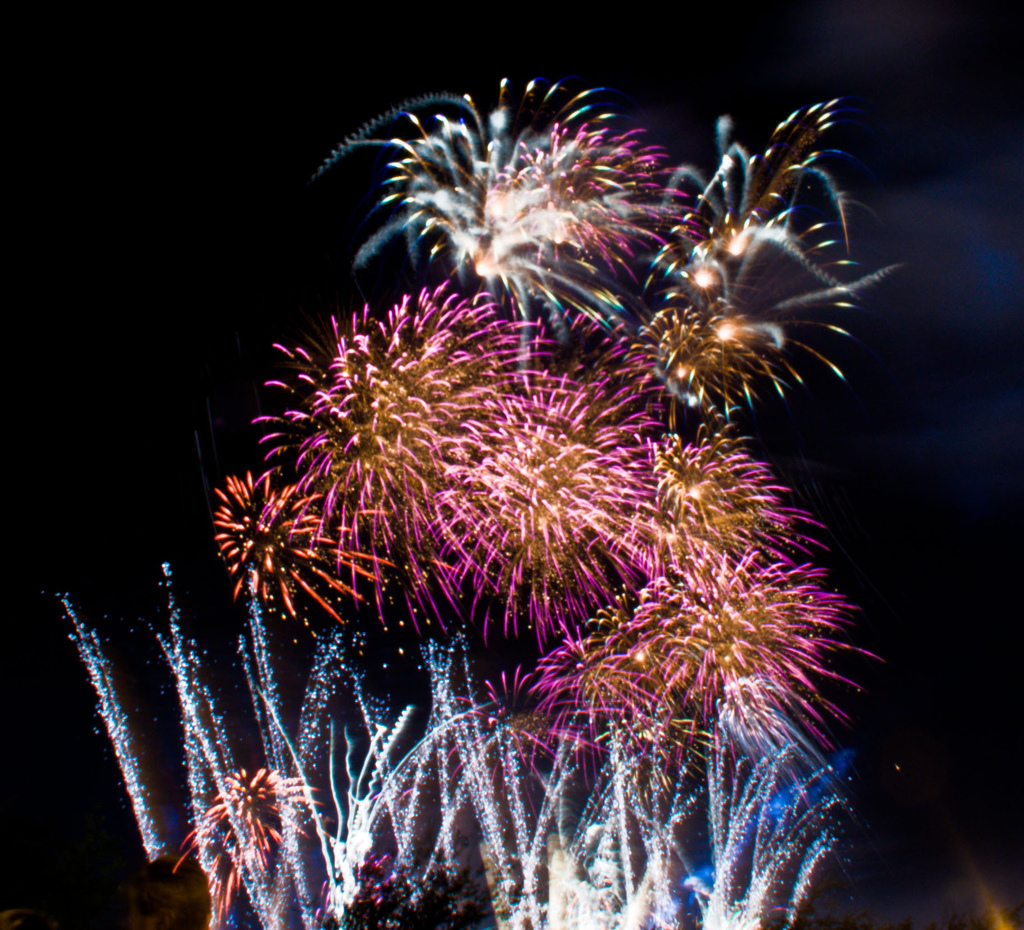
Fuegos artificiales en la ceremonia de clausura

Todas las actividades del Fórum Universal de las Culturas Monterrey 2007 harán referencia a uno o más de los ejes conceptuales del Fórum. Durante los 80 días del evento, los participantes podrán experimentar el Fórum a través de 3 diferentes tipos de eventos y de un gran número de eventos especiales. El programa de actividades del Fórum Monterrey 2007 se divide en: Diálogos, Exposiciones y Expresiones Culturales.

#### Diálogos
Los Diálogos son el corazón del Fórum Monterrey 2007. Estos se desarrollarán a lo largo de 8 semanas de congresos, conferencias, debates, talleres, mesas redondas, sesiones de preguntas, encuentros mundiales, entre otros. La agenda de Diálogos del Fórum incluye más de 350 conferenciantes de los 5 continentes, que estarán presentes en más de 400 eventos. La estructura de Diálogos Fórum es tal, que cualquier participante puede proponer libremente sus puntos de vista, inquietudes y proponer soluciones a los temas tratados.
Los Diálogos Fórum se realizarán a través de 8 semanas, en donde se discutirán 12 Líneas Temáticas. Es decir, los 12 problemas más urgentes que afectan a toda la humanidad. Las semanas temáticas de Diálogos Fórum son las siguientes:
- Semana 1: Paz y Espiritualidad, se llevará a cabo del 25 al 29 de septiembre. Este diálogo abordará el descubrimiento del otro, del medio natural y de la diversidad como fundamentos para alcanzar la paz en la vida cotidiana de la comunidad, de la familia y del individuo.
- Semana 2: Educación. Ciencia y Tecnología, se llevará a cabo del 2 al 6 de octubre. La relación de los procesos educativos con las nuevas tecnologías de la información es un asunto que nos obliga a la reflexión. De igual manera, la educación, la ciencia y la tecnología como herramientas para alcanzar la equidad y el desarrollo sustentable serán temas de reflexión para este diálogo.
- Semana 3: Ciudades y Población. Recursos Naturales, se llevará a cabo del 9 al 13 de octubre. Es fundamental el diálogo sobre temas que hagan posible una relación más saludable y segura entre los espacios urbanos y los individuos que los habitan; entre el medio ambiente y el desarrollo.
- Semana 4: Desarrollo basado en el conocimiento, se llevará a cabo del 16 al 20 de octubre. Dialogaremos sobre el conocimiento que, armonizado con las necesidades de la sociedad en que se genera, es factor decisivo en el desarrollo de la economía y en la generación de bienestar. Durante el Fórum se revisarán y debatirán las mejores experiencias internacionales para encontrar aprendizajes aprovechables para la región y el país, así como su posible aplicación en Monterrey.
- Semana 5: Cultura de la Salud y Calidad de Vida, se llevará a cabo del 23 al 27 de octubre. Es imprescindible un diálogo sobre la adquisición de modos de vida sustentables y equilibrados que consideren tanto los avances de la investigación médica como métodos tradicionales encaminados a la búsqueda de la salud física, espiritual, emocional y mental.
- Semana 6: Gobernabilidad y Participación. Derechos Humanos y justicia, se llevará a cabo del 30 de octubre al 3 de noviembre. Diálogo sobre la gobernabilidad y el desarrollo fundados en el respeto a la dignidad humana y la participación, para generar una cultura que fomentará la transformación de las relaciones sociales en el sistema global.
- Semana 7: Identidad y Diversidad. Políticas Culturales, se llevará a cabo del 6 al 10 de noviembre. Esta reflexión busca valorar la condición de los grupos humanos a través de las diversidades individuales y culturales, así como analizar muchas de las paradojas y controversias contemporáneas que encuentran ecos en nuestro entorno y en nosotros mismos.
- Semana 8: Comunicación, se llevará a cabo del 13 al 17 de noviembre. La percepción de la realidad social a través de los medios de comunicación; los medios como elementos de desarrollo y agentes de cambio para reducir la brecha cultural y competitiva que crece en el marco de la globalización; nuevas prácticas y nuevos lenguajes, serán algunos de los asuntos considerados en esta línea.

#### Exposiciones
Las Exposiciones reflejan el espíritu del Fórum Monterrey 2007. Estas tendrán lugar en los diferentes espacios que posee la infraestructura museística del estado de Nuevo León. Las exposiciones del Fórum se estructuran en torno a los 4 ejes conceptuales. Y pueden ubicarse además como un abanico que revisa desde la antropología y hasta lo contemporáneo las distintas manifestaciones culturales del ser humano.
América Migración
Isis y la serpiente emplumada
Los nuevos leones
Principio de Incertidumbre
Hábitat, Del riesgo a la Sustentabilidad
Diálogo en la oscuridad
Oro y Sal
MUNE / Museo del Noreste
Frida Kahlo
Buda; Guanyin. Tesoros de la Compasión
Imágenes de los Naturales en el Arte de la Nueva España
B.A.N.G. Cultura Tecnológica
Monterrey, Memoria del Futuro
Viaje de Luz
Museo del Acero: Horno Tres
2501 Migrantes

## Legados y Beneficios
El Fórum deja como beneficio a la comunidad de Monterrey el Paseo Santa Lucía, el cual es un río artificial de 2.5 km de largo y que es 100% navegable.

## Sedes del Fórum
El Parque Fundidora fungio como recinto principal del Fórum, incluyendo todos los espacios que lo componen, tales como el Centro de las Artes y CINTERMEX. Además, se llevarán a cabo eventos Fórum por toda el área metropolitana, en lugares como el Auditorio San Pedro, Auditorio Luis Elizondo, y el Teatro de la Ciudad.